# 浜名湖のり

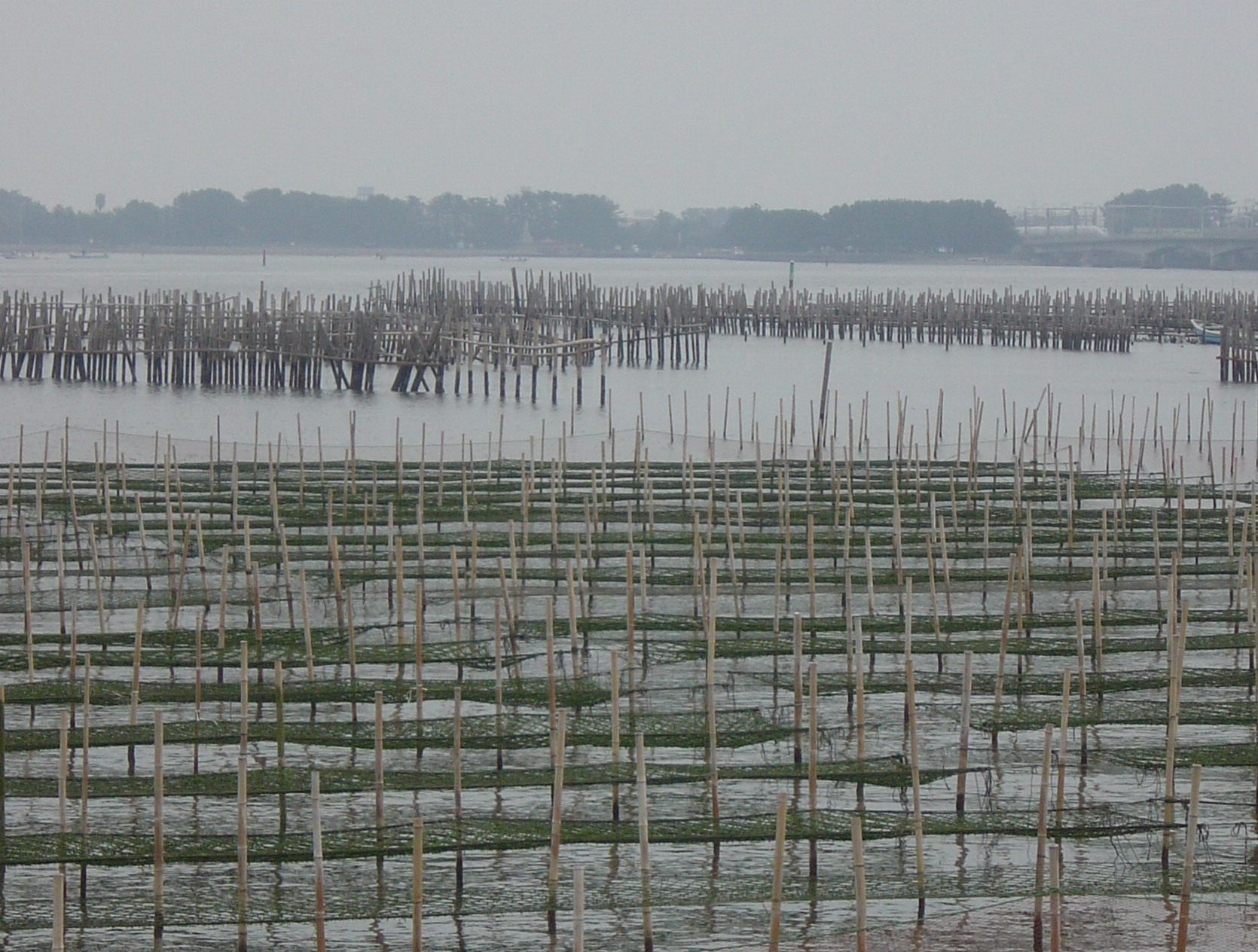
浜名湖内養殖場風景

浜名湖のり（はまなこのり）は、浜名湖で1820年頃から続く養殖海苔である 。
浜名湖は現存する日本最古の海苔養殖場と言われ、この海苔は磯の香りが強く深い緑色をした特徴的なものである。
学術名称「ヒロハノヒトエグサ」の名のとおり、幅広な繊維が特有の滑らかさを生む。ヒトエグサの藻体は一層の細胞からできているので、透きとおる薄さであり、なめらかで柔らかい。
主な加工方法としては板海苔とするのが一般的である。地元の遠州地方（静岡県西部地方）では生海苔のまま味噌汁に浮かべたり、三杯酢で食したりする。また、海苔の佃煮として県内メーカーより販売されている。
浜名湖のりのブランド化の取組みとして、2009年4月「浜名湖のりブランド推進協議会」が発足し、現在も遠州食品加工業協同組合の一事業として浜名漁業協同組合と共同で、浜名湖のりが持つ色、香り、舌ざわりの優れた特徴を活かし、世界に誇れる素材としてのブランド化を目指して活動している。
2011年には浜名湖のりブランド推進協議会（現遠州食品加工業協同組合）が「100夢プロジェクト」の中で板のりの普及促進を目指して、浜名湖のりを使用した「11.5メートル四方の巨大な二次元コード」を作成し、ギネス世界記録に認定された。
浜松市中央区舞阪町の宝珠院では、1967年より毎年2月6日(海苔の日)に「海苔供養祭」が行われている。